# 于尔约·希耶塔宁
于尔约·希耶塔宁（芬蘭語：Yrjö Hietanen，1927年7月12日—2011年3月26日），芬兰男子皮划艇运动员。他曾代表芬兰参加1952年和1956年夏季奥林匹克运动会皮划艇比赛，获得二枚金牌。